# Alberta Cross
Alberta Cross is een Britse rockband, in 2005 opgericht door bassist Terry Wolfers en de in Zweden geboren zanger-gitarist Petter Ericson Stakee. De twee ontmoetten elkaar in een pub in Londen en later sloten John Alexander Ericson (orgel) en Seb Sternberg (drums) zich bij hen aan.
Na de uitgave van hun eerste ep, The Thief & the Heartbreaker, op het Britse label Fiction Records in mei 2007, verhuisde de groep naar Brooklyn (New York). In deze periode werden Erickson en Sternberg vervangen door Austin Beede (drums), Alec Higgins (toetsen) en Samuel Kearney (gitaar). Alberta Cross nam in deze samenstelling in Austin (Texas) hun debuutalbum op, getiteld Broken Side of Time en uitgegeven in 2009.
De muziek van Alberta Cross, veelal omschreven als folkrock en/of bluesrock, is door muziekjournalisten vergeleken met die van onder anderen Neil Young, (Jim James van) My Morning Jacket en Kings of Leon. Ze hebben getoerd met The Shins, Bat for Lashes, Simian Mobile Disco (in 2008), Oasis (2009), Black Rebel Motorcycle Club, Ben Harper, Mumford & Sons en Them Crooked Vultures (2010). In het voorjaar van 2010 
hield het vijftal haar eerste eigen concerttournee in de Verenigde Staten.

## Discografie
- The Thief & the Heartbreaker (mini-album; april 2007)
- Leave Us of Forgive Us (ep; oktober 2007)
- Broken Side of Time (september 2009)
- The Rolling Thunder (ep; september 2011)
- Songs of Patience (augustus 2012)

## Samenstelling

### Huidige samenstelling
- Petter Ericson Stakee - zang, gitaar; 2005-heden
- Terry Wolfers - basgitaar; 2005-heden
- Sam Kearney - 2009-heden
- Austin Beede - 2009-heden
- Alec Higgins - 2009-heden

### Voormalige leden
- John Alexander Ericson - orgel; 2005-2009
- Seb Sternberg - drums; 2005-2009